# Batrachuperus londongensis
Batrachuperus londongensis es una especie de salamandras en la familia Hynobiidae.

## Distribución geográfica y hábitat
Es endémica de la provincia de Sichuan (China). Su hábitat natural son los ríos y manantiales.

## Estado de conservación
Está amenazada de extinción debido a la destrucción de su hábitat.